# (5154) Leonov
(5154) Leonov est un astéroïde de la ceinture principale découvert le 8 octobre 1969 par Lioudmila Tchernykh à Nauchnyj en Ukraine.
Il a été ainsi baptisé en hommage à Evgueni Pavlovitch Leonov, acteur russe né en 1926.